# 轻轨-火车系统

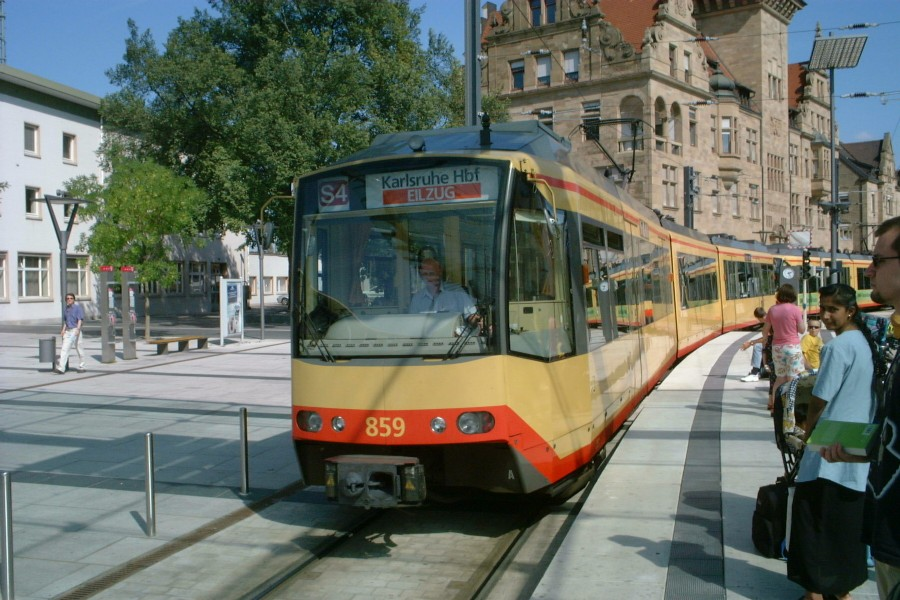
Stadtbahn，海布隆

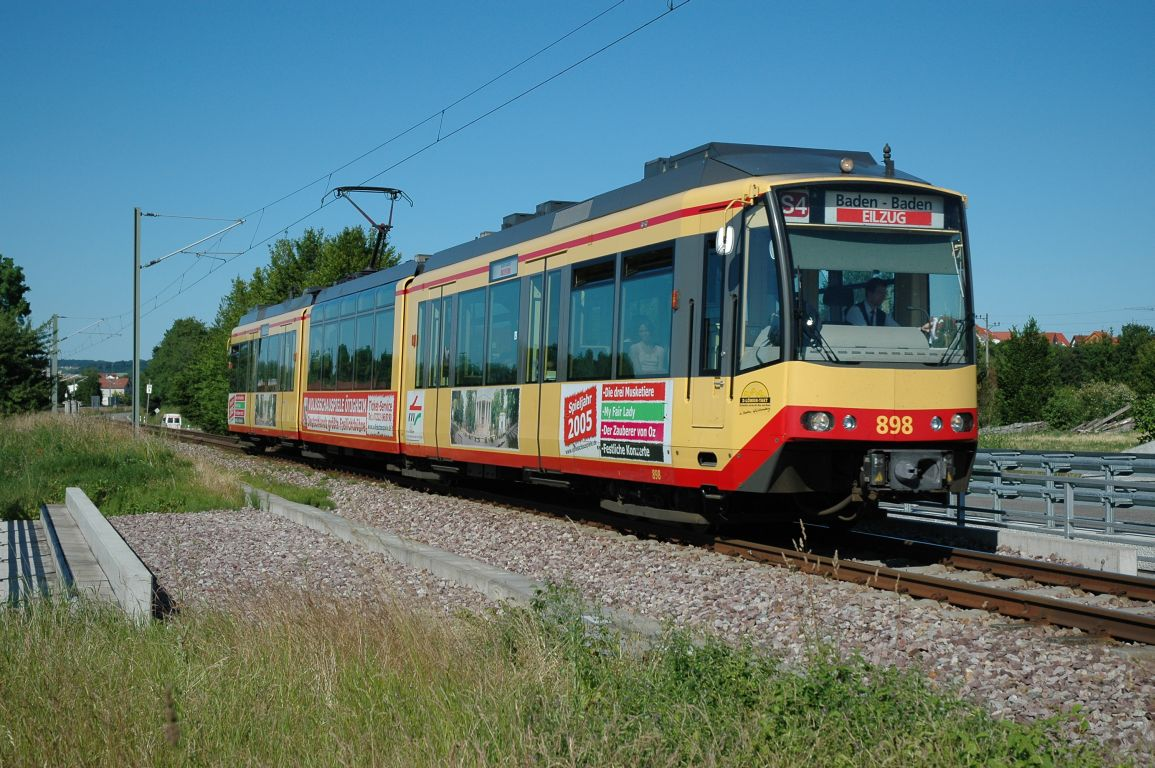
行駛於鐵路主線上的Stadtbahn

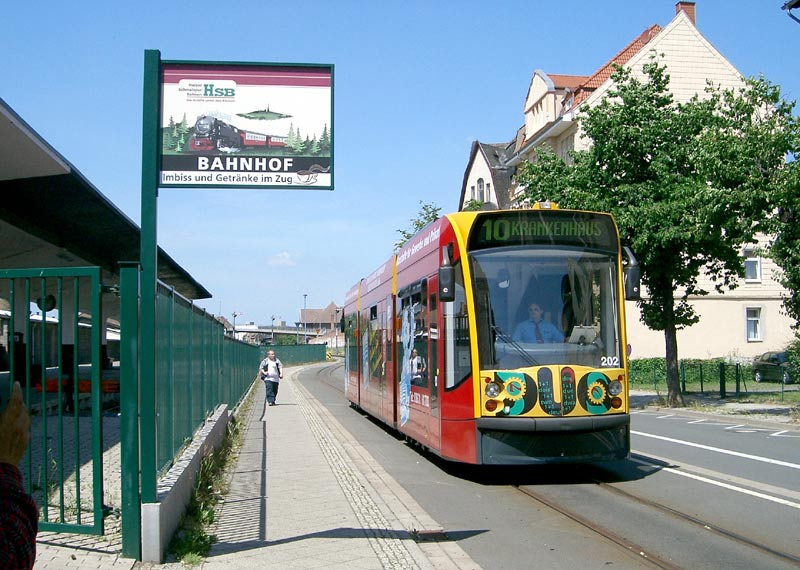
一列北豪森的「DUO」西門子Combino列車，連結透過架空線供電的市區電車軌道及HSB郊區鐵路（由車載柴油引擎驅動行駛）。

轻轨-火车系统（英语：Tram-train或Train-tram，中文又称：火车-轻轨系统、电车-列车系统）是一種輕軌運輸系統，指轻轨车辆從市區軌道駛入與傳統列車共享的鐵路路線或容许傳統列車驶入轻轨路线的系统。此系統結合轻轨车辆的彈性、可及性與火車較高的行駛速度，並連結了主要鐵路車站與市中心。轻轨-火车概念的先驅是德國的卡爾斯魯爾模式，並且在荷蘭RGL、法國米盧斯以及德國卡瑟爾市、薩爾布魯根等城市與計畫中採用。

## 科技
轻轨-火车系统通常是一種城际電車，用以連接不同的城鎮或城市（依George W. Hilton和John F. Due的定義）。
大部分的的轻轨-火车系统採用標準鐵軌，以利和主線列車共享軌道。阿利坎特電車和北豪森為例外，使用窄軌（米軌）。
轻轨-火车車組配有雙用設備，以適應路面電車和火車運行模式的需要，包含多電壓供電（如有需要）和安全設備（如停車設備和其他鐵路號誌設備）。 卡爾斯魯厄和薩爾布呂肯系統使用「PZB」或「Indusi」列車自動保護系統（ATP），因此如果駕駛員在停止號誌時通過，緊急煞車將會發揮作用。

## 現存系統

### 亞洲

#### 日本
| 營運公司      | 系統名稱   | 所在地 | 開業年份 | 開始直通至 軌道線的年份 | 總長度 (km) | 路線 數目 | 電車站 、車站數目 | 軌距 (mm) | 混合路权轨道 | 專用 軌道 | 直通至 軌道線 | 備考 |
| ------------- | ---------- | ------ | -------- | ----------------------- | ----------- | --------- | ----------------- | --------- | ------------ | --------- | ------------- | --- |
| 富山地方鐵道  | 富山港線   | 富山縣 | 1924年   | 2006年                  | 6.5         | 3         | 11                | 1,067     | 沒有         | 有        | 有            | 富山港線軌道線區間除外 2020年2月前由富山輕軌營運                                                                          |
| 萬葉線 (公司) | 新湊港線   | 富山縣 | 1930年   | 1951年                  | 4.9         | 1         | 8                 | 1,067     | 沒有         | 有        | 有            | 高岡軌道線除外 2002年1月前由加越能鐵道營運                                                                                |
| 福井鐵道      | 福武線     | 福井縣 | 1924年   | 1933年                  | 18.1        | 1         | 19                | 1,067     | 沒有         | 有        | 有            | 福武線的軌道線區間除外 |
| 越前鐵道      | 三國蘆原線 | 福井縣 | 1928年   | 2016年                  | 6.0         | 1         | 6                 | 1,067     | 沒有         | 有        | 有            | 以普通鐵路規格建造，但是使用路面電車規格的車輛行駛 左邊的數據（包括路面電車車輛停靠的車站數目）是路面電車車輛直通運輸區間 |
| 廣島電鐵      | 宮島線     | 廣島縣 | 1922年   | 1958年                  | 16.1        | 1         | 22                | 1,435     | 沒有         | 有        | 有            | 市內線除外 車站數目包含臨時站宮島賽艇場站                                                                                 |
| 伊予鐵道      | 城北線     | 愛媛縣 | 1895年   | 1927年                  | 2.7         | 2         | 9                 | 1,067     | 沒有         | 有        | 有            | 城北線以外的松山市內線除外                                                                                                |

### 歐洲

#### 法國
- 法蘭西島 (巴黎區域):
  - 有軌電車4號線 (2006)
  - 快速有軌電車11號線 (2017)

#### 德國
- 卡爾斯魯厄: 卡爾斯魯厄城鐵 – 750伏特直流電/1萬5千伏特交流電 (1992)

#### 英國
- 謝菲爾德 - 羅瑟勒姆：謝菲爾德超級電車 (2018)

### 北美洲

#### 美國
- 鹽湖城: 鹽湖城輕軌使用了原丹佛及里奧格蘭特西部鐵路的軌道，也透過路面的軌道來服務鹽湖城。在凌晨至上午六時之間，聯合太平洋鐵路 的貨運列車使用了直到2500 S的軌道以服務沿線的工業區。
- 奧申賽得 – 埃斯孔迪多: 疾速號在夜間與BNSF鐵路共用軌道，也與聖迭戈海岸快鐵和美鐵公用軌道。
- 聖迭戈: 聖迭戈電車藍線的軌道在晚上被聖迭戈與帝國谷鐵路用來運輸貨物。

#### 加拿大
- 基秦拿-滑鐵盧: ION輕鐵的部分軌道在晚上被加拿大國家鐵路用來運輸貨物。

## 製造商
用以運行轻轨-火车系统的電車產品包含：
- 阿爾斯通：RegioCitadis、Citadis Dualis （Citadis衍生型）
- 龐巴迪運輸：Flexity Link、Flexity Swift
- 龐巴迪運輸：Adtranz A32.
- 西門子：Avanto (亦稱S70)
- Vossloh Citylink NET